# BK7
N-BK7 anciennement BK7 est l'appellation commerciale de Schott AG donnée au verre borosilicate crown le plus utilisé pour des applications dans le spectre visible et l'infrarouge proche. Le BK7 est devenu N-BK7 à la suite d'un changement de composition du verre de manière à le rendre moins dangereux pour l'environnement. Schott AG a remplacé le As2O3 par du Sb2O3, ce qui en l'absence de PbO n'a pas de conséquences sur les propriétés du verre.
Sa grande homogénéité, sa faible porosité et sa facilité d'usinage en font un bon matériau pour la transmission optique. Sa plage de transmission s'étend de 380 à 2100 nm. Le BK7 est toutefois sensible à la température, et n'est pas recommandé lorsque celle-ci peut influer sur le bon fonctionnement, comme dans le cas des miroirs de précision.

## Dénomination
Le BK7 est nommé selon le standard de Schott, il est l'abréviation de Bor Kron soit Bore Crown, désignant sa composition grossière. Selon le standard international, le BK7 se note 517-642. Schott n'est cependant pas le seul fabricant de BK7, ce nom n'étant que l'appellation la plus répandue pour ce verre fabriqué par la plupart des fabricants de verre mondiaux.
| Famille du verre   | nd      | νd    | Codification internationale MIL-G-174-B | Codifications des principaux producteurs | Codifications des principaux producteurs | Codifications des principaux producteurs | Codifications des principaux producteurs | Codifications des principaux producteurs | Codifications des principaux producteurs | Codifications des principaux producteurs | Codifications des principaux producteurs | Codifications des principaux producteurs |
| Famille du verre   | nd      | νd    | Codification internationale MIL-G-174-B | Schott                                   | Pilkington                               | Hoya                                     | Ohara                                    | Sumita                                   | Corning                                  | CDGM                                     | Nikon-Hikari                             | Potapenko                                |
| ------------------ | ------- | ----- | --------------------------------------- | ---------------------------------------- | ---------------------------------------- | ---------------------------------------- | ---------------------------------------- | ---------------------------------------- | ---------------------------------------- | ---------------------------------------- | ---------------------------------------- | ---------------------------------------- |
| Crown borosilicate | 1.51680 | 64.17 | 517-642                                 | N-BK7                                    | BSC517642                                | BSC7                                     | S-BSL7                                   | K-BK7                                    | B16-64                                   | D/H-K9L                                  | J-BK7                                    | K8                                       |

## Propriétés

### Propriétés optiques
Indice de réfraction du BK7 
n=1,428148007

### Propriétés mécaniques
La dilatation du verre optique BK7 par effet thermique suit une loi de dilatation linéaire où l'évolution de la longueur {\displaystyle \Delta l} est proportionnelle à l'évolution de la température {\displaystyle \Delta T} :
On désigne le coefficient de proportionnalité {\displaystyle \alpha } sous le nom de coefficient de dilatation thermique ou CTE. 
Pour le BK7, ce coefficient vaut {\displaystyle 7,1\times 10^{-6}K^{-1}} pour la plage de températures allant de −30 °C à + 70 °C qui correspond à un usage grand public. Pour de plus hautes températures, de 20 °C à 300 °C, ce coefficient vaut {\displaystyle 8,3\times 10^{-6}K^{-1}}  ce qui est relativement élevé par rapport aux autres verres optiques.

### Autres propriétés
Le BK7 étant le verre optique le plus produit au monde, peut être fabriqué avec une homogénéité exceptionnelle, une équipe ayant réalisé un disque de 400 mm de diamètre et 47 mm d'épaisseur de BK7 avec une inhomogénéité d'indice de ±3 × 10−7.
Soumis à un régime femtoseconde ou picoseconde, le BK7 subit des dommages laser, craquage et inhomogénéités d'indice. En régime picoseconde (3 ps à 810 nm), le verre forme des filaments et un plasma de grande densité sous l'action du laser. À 500 fs, une émission intense de couleur bleue accompagne les formations précédentes. Ces filaments vont provoquer des changements d'indice locaux. Il n'y a craquage que lorsque l'intensité du laser dépasse les 10 PW cm−2 : il provient de la génération d'une onde sonore de 5 à 6 km s−1 depuis la zone de focalisation du laser. Cette onde sonore se propage cylindriquement à partir de la caustique du faisceau gaussien du laser. Les ondes sonores sont plus grandes lorsque pour une même intensité de l'impulsion, celle-ci est de l'ordre du picoseconde plutôt que du femtoseconde.

## Composition
Le N-BK7 fait partie de la famille des borosilicates crown, dont la composition principale est SiO2—B2O3—M2O où M est un métal alcalin. L'oxyde alcalin sert de modificateur de maille et, couplé au trioxyde de bore, permet d'abaisser la température de fusion de la silice seule.
| Composant chimique           | Formule | Quantité |
| ---------------------------- | ------- | -------- |
| Dioxyde de silicium (silice) | SiO2    | 60-70 %  |
| Trioxyde de bore             | B2O3    | 10-20 %  |
| Oxyde de potassium           | K2O     | 5-15 %   |
| Oxyde de sodium              | Na2O    | 1-15 %   |
| Oxyde de baryum              | BaO     | 1-10 %   |
| Trioxyde d'antimoine         | Sb2O3   | <1 %     |
| Oxyde de calcium             | CaO     | <1 %     |
| Oxyde de titane              | TiO2    | <1 %     |
| Oxyde de zinc                | ZnO2    | <1 %     |

## Variantes résistantes aux radiations
Il existe deux BK7 résistants aux radiations, un étant commercialisé par Schott. Dénommés BK7 G18 et BK7 G25, ils contiennent respectivement 1,8 % et 2,5 % de dopage au CeO2.

## Utilisations

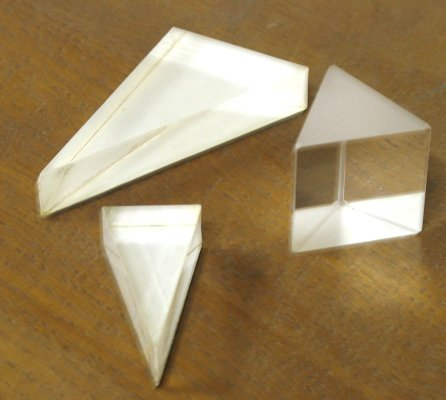
Exemple de prismes

Le BK7 est le substrat usuel en micro-optique et un matériau typique pour les prismes.
Son coût faible (c'est le verre optique le moins onéreux) explique que de nombreuses grilles de prix des verres optiques soient formulées en multiple du prix du BK7.